# 가네우라 마사키
가네우라 마사키(일본어: 金浦 真樹, 1999년 12월 10일~)는 일본의 축구 선수이다.

## 구단 경력
그는 2022년 J3리그의 후지에다 MYFC에 입단했다. 2022년 J3리그 준우승으로 J2리그로 승격했다. 2024년 J3리그의 가이나레 돗토리로 이적했다.